# Charles-Henri Bertin
Pour les articles homonymes, voir Bertin.
Louis-Charles-Henri Bertin, né le 15 septembre 1752 à Louisbourg (Canada) et mort le 26 avril 1822 à Moulins, est un haut fonctionnaire français d'origine canadéen, premier préfet maritime du Havre et premier préfet colonial de la Martinique.

## Biographie
Bertin est un haut fonctionnaire civil au Ministère de la Marine. Dans cette période révolutionnaire des fonctions changent souvent de nom. Vers 1792, il est ordonnateur à la suite de l'armée navale en méditerranée, notamment en 1793 à bord du Tonnant. Avant 1798 il est commissaire de la marine à Bordeaux (chef civil du port). À sa mutation comme chef du port de Toulon, le 12 juillet 1798, le nom de la fonction change en ordonnateur. Bertin sera le dernier ordonnateur du port de Toulon, puisque Napoléon change in avril 1800 la fonction en préfet maritime et choisit comme premiers préfets maritimes trois contre-amiraux, deux conseillers d'Etat et un ordonnateur : Bertin, qui, quittant Toulon, devient le premier préfet maritime du Havre.
Au port du Havre, il poursuit à toute allure les travaux du bassin de la Barre : un système d’écluses y est construit et en 1802, 250 terrassiers et 60 tailleurs de pierre y travaillent. En septembre 1801 le préfet maritime Bertin  est promu Conseiller d'État, section de la marine et remplacé comme préfet maritime par Bourdon de Vatry.

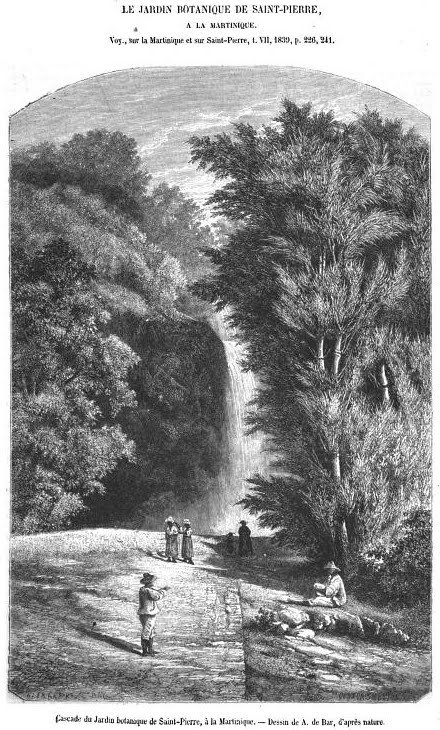
Cascade du jardin botanique de Saint-Pierre, à la Martinique

Quand par le Traité d'Amiens de mars 1802 la Martinique, après six ans de gouvernement britannique, est retourné sous le gouvernement français, Bertin est promu, en mai 1802, le premier préfet colonial de la Martinique et de Sainte-Lucie. Il arrive à la Martinique le 18 messidor an X (7 juillet 1802).
Il partage le gouvernement de l'île avec le contre-amiral Louis Thomas Villaret de Joyeuse comme capitane général et Lefessier-Grandpré comme Grand juge,.
Bertin ne veut pas utiliser des troupes de la Guadeloupe pour la reprise de la Martinique, mais il rapporte que les habitants sont contents que l'île soit redevenu français. Bertin s'occupe activement à établir des hôpitaux et casernes et à remettre en état des forts et batteries militaires. Il trouve important que le commerce avec la métropole reprend. Bertin décrète en février 1803 la création du Jardin colonial des Plantes de Saint-Pierre.
En 1803 la France déclare de nouveau la guerre à la Grande-Bretagne. Bertin cherche pour l'île un appui auprès des États-Unis, ouvrant les ports de la Martinique pour des bateaux neutres. Mais ceci reste sans effet par le blocus maritime britannique  
En 1804, Bertin est remplacé par Pierre-Clément de Laussat, qui après la vente de la Louisianevenait de perdre son poste de préfet colonial de la Louisiane. Bertin retourne en France et à la vie privée.
La place Bertin à Saint-Pierre porte son nom.